# 崔理
崔理（ちぇり、朝鮮語: 최리）は、「崔氏」という中国姓を持っている楽浪郡太守である。
『三国史記』高句麗本紀・大武神王紀には、楽浪国国王として登場する。

## 概要
崔理と第三代高句麗王大武神王の子である好童は、好童が狩りに出かけた際に沃沮で出会い、崔理の娘である楽浪公主を好童の妻として迎える縁談となった。しかし大武神王は楽浪国を攻撃することを計画しており、楽浪国にある太鼓と角笛(敵兵が来たときに自然に鳴り響き、危機を知らせるための楽器)を破壊するよう好童に命じた。すると、好童は使いを送り、楽浪公主に太鼓と角笛を破壊するよう指示した。
楽浪公主は、好童のために武器庫に潜入して太鼓と角笛を刀で破壊し、その後高句麗は楽浪国を攻撃した。崔理は、太鼓と角笛が破壊され高句麗の侵攻を知り得なかったために軍備が整えられず、なすすべなく降伏した。楽浪国への侵攻によってはじめて太鼓と角笛の破壊を知り、その際に崔理はそれらを破壊した楽浪公主を殺した。
この話は「自鳴鐘説話」「好童説話」などと呼ばれ、韓国では有名なエピソードとなっている。

## 家族
- 娘：楽浪公主
- 娘婿：好童